# Travelling (album)
Travelling: Songs from Studios, Stages, Hotelrooms & Other Strange Places – dziewiąty album studyjny szwedzkiego zespołu pop-rockowego Roxette wydany 26 marca 2012 roku przez wytwórnię EMI.
Pierwotnie zatytułowany Tourism 2 album jest bezpośrednim sequelem albumu z 1992 roku, Tourism. Przed wydaniem nazwa przeszła kilka modyfikacji, otrzymując w ostatecznie końcową formę.
Album wszedł do pierwszej dziesiątki w czterech krajach, w tym w Szwecji i Niemczech, a jego wydanie poprzedził singiel zespołu nazwany „It’s Possible”, który opublikowano 2 marca 2012.

## Lista utworów
Wszystkie utwory zostały napisane i skomponowane przez Pera Gessle’a, z wyjątkiem „See Me”, którego autorką jest Marie Fredriksson.
| 1.  | „Me & You & Terry & Julie”                                                        | 3:45  |
|     |                                                                                   |       |
| 2.  | „Lover, Lover, Lover”                                                             | 3:59  |
|     |                                                                                   |       |
| 3.  | „Turn of the Tide”                                                                | 4:10  |
|     |                                                                                   |       |
| 4.  | „Touched by the Hand of God”                                                      | 3:48  |
|     |                                                                                   |       |
| 5.  | „Easy Way Out”                                                                    | 3:38  |
|     |                                                                                   |       |
| 6.  | „It’s Possible” (Version One)                                                     | 2:38  |
|     |                                                                                   |       |
| 7.  | „Perfect Excuse”                                                                  | 3:40  |
|     |                                                                                   |       |
| 8.  | „Excuse Me, Sir, Do You Want Me to Check on Your Wife?”                           | 4:15  |
|     |                                                                                   |       |
| 9.  | „Angel Passing”                                                                   | 2:46  |
|     |                                                                                   |       |
| 10. | „Stars” (Soundcheck, Dubai, 20 maja 2011)                                         | 3:35  |
|     |                                                                                   |       |
| 11. | „The Weight of the World” (Vocal Up Mix)                                          | 2:52  |
|     |                                                                                   |       |
| 12. | „She’s Got Nothing On (But the Radio)” (Live in Rio de Janeiro, 16 kwietnia 2011) | 4:41  |
|     |                                                                                   |       |
| 13. | „See Me” (new version)                                                            | 3:48  |
|     |                                                                                   |       |
| 14. | „It’s Possible” (version two)                                                     | 2:44  |
|     |                                                                                   |       |
| 15. | „It Must Have Been Love” (Night of the Proms, Rotterdam, 2009)                    | 4:17  |
|     |                                                                                   |       |
|     |                                                                                   | 54:36 |
|     |                                                                                   |       |

### Edycja iTunes
| 16. | „Lover, Lover, Lover” (Tits & Ass Demo, 10 sierpnia 2011) | 2:42  |
|     |                                                           |       |
|     |                                                           | 02:42 |
|     |                                                           |       |

### Edycja winylowa[4]
| 17. | „Me & You & Terry & Julie” (Tits & Ass Demo, 9 lipca 2011) | 2:47  |
|     |                                                            |       |
| 18. | „Charm School” (Tits & Ass Demo, 10 września 2009)         | 2:15  |
|     |                                                            |       |
|     |                                                            | 05:02 |
|     |                                                            |       |